# 엄상섭
엄상섭(嚴詳燮, 1907년 5월 23일 ~ 1960년 5월 3일)은 일제강점기의 법조인이며 대한민국의 정치인이다. 본관은 영월(寧越)이고, 호는 효당(曉堂)이다.
전라남도 광양 태생으로, 광주사범학교를 졸업하고 일본 고등문관시험 사법과에 합격하고 부산지방검찰청장, 대검찰청 검사, 변호사, 고등고시위원, 홍익대학장, 국회법제사법위원장을 지냈다. 제2대, 제4대 국회의원을 역임했다. 대한민국 형법 초안 작업에 깊은 관여를 하였고 한국 형법학의 기초를 다졌다.
2008년 공개된 민족문제연구소의 친일인명사전 수록예정자 명단 중 사법 부문에 포함되었다. 엄상섭을 포함한 검사 8명은 대한민국 정부 수립 후인 1948년에 일괄 사표를 제출하면서 성명서를 발표해 민족정기 양양을 위해 퇴진한다고 밝혔다
이후 회고록을 통해 애국지사들에게 면목이 없다면서 "왜제통치에 협력하였다는 것만은 아무리 사과를 해도 모자랄 것"이라고 말해, 2008년 민족문제연구소가 대표적인 친일 전력 반성 사례 중 하나로 언급했다.
한편, 엄상섭의 형법학 저술을 한데 모아 신동운 교수가 펴낸 《효당 엄상섭 형법논집》이 2003년 발간됐다.

## 역대 선거 결과
|  | 31.25% |

|  | 47.97% |

|  | 69.83% |

## 참고 자료
- 엄상섭 - 대한민국헌정회

| 전임 정문모 | 미군정청/과도정부 대검찰청 차장검사 1946년 8월 13일~1948년 8월 24일 | 후임 엄상섭 (대한민국의 대검찰청 차장검사) |

| 전임 엄상섭 (미군정청/남조선과도정부 대검 차장검사) | 제1대 대한민국의 대검찰청 차장검사 1948년 8월 24일~1949년 9월 30일 | 후임 김갑수 (직무대리) |